# Семья Питтсбурга
Семья Питтсбурга (англ. Pittsburgh family) — также известна как семья ЛаРокка (англ. LaRocca family) или Питтсбургская мафия (англ. Pittsburgh Mafia) — итало-американская преступная семья, базирующаяся в Питтсбурге (штат Пенсильвания, США). Семья ЛаРокка — одна из первых 26 мафиозных семей США. В 2021 году умер последний известный участник Томас «Сонни» Чианкутти.

## История

### Начало
В Питтсбурге итальянская мафия с самого начала делилась на две фракции: «сицилийцев» и «неаполитанцев». Первым боссом сицилийской фракции, объединявшей сицилийцев и калабрийцев, считается Грегорио Конти. Конти и его племянник Пеппино Кусумано управляли оптовым предприятием по продаже вина и спиртных напитков. Конкурентов сицилийцев, неаполитанцев, в Питтсбурге возглавлял Фердинанд Мауро и его лейтенант в Джонстауне Калабро. Территория города была разделена, сицилийцы контролировали северную и южную части, а неаполитанцы — Ист-Энд.
В 1919 году была принята Восемнадцатая поправка к Конституции США, объявившая незаконными производство, транспортировку и продажу дурманящего спиртного. Несколько месяцев спустя Конгресс принял Закон Волстеда, согласно которому спиртные напитки, вино и пиво квалифицируются как дурманящие напитки и, следовательно, запрещены. 17 января 1920 года в США начался Сухой закон, запретивший производство, ввоз, транспортировку и продажу алкогольных напитков. Сухой закон предоставил очень выгодную возможность для обеих фракций мафии, дав им возможность заниматься бутлегерством, незаконным производством, продажей и транспортировкой алкоголя. По мере распространения бутлегерских операций по всей Америке вспыхнуло насилие, поскольку бутлегеры делили чёрный рынок алкоголя. В Питтсбурге итальянские кварталы Лаример, Хоумвуд, Хилл-Дистрикт и Даунтаун стали местом сражений, поскольку группировки мафии боролись с друг другом за контроль за нелегальным оборотом спиртного. Вскоре война распространилась на пригороды Питтсбурга (Западная Пенсильвания): Нью-Кенсингтон, Арнольд, Уилкинсбург, Маккис-Рокс, Уилмердинг и Брэддок. По официальным данным с 1926 по 1933 год в округе Аллегейни было совершено более 200 убийств.
В первые годы Сухого закона мафией Питтсбурга руководил Сальваторе Кальдероне, который пользовался влиянием ещё во времена Грегорио Конти. В 1925 году Кальдероне позволил другим взять под контроль повседневные операции семьи, став советником мафиози на Среднем Западе. После Кальдероне мафию Питтсбурга возглавил Стефано Монастеро, который поставлял сахар и другое сырьё для нелегального производства спиртного со складов в северной части Питтсбурга. Костяк его организации составляли в основном выходцы из области Каккамо (Сицилия). В середине 1920-х годов Монастеро ненадолго уступил лидерские позиции Луиджи «Большой горилле» Ламендоле из Чикаго, соратнику известного гангстера Аль Капоне. Но 20 мая 1927 года Ламендола был застрелен перед рестораном на Чатем-стрит, в котором размещалась его штаб-квартира. Монастеро также считается ответственным за взрыв склада конкурентов в 1929 году. 6 августа 1929 года Стефано Монастеро и его брат Сэм были убиты перед больницей Святого Иоанна. Полиция Питтсбурга подозревала, что убийство заказал Джо «Призрак» Пангалло, но не смогла это доказать.
После убийства Монастеро новым боссом семьи Питтсбурга стал Джузеппе Сирагуза. В 1910 году он эмигрировал из Сицилии в Бруклин, а затем перебрался в Питтсбург, занявшись производством и продажей нелегального алкоголя в округе Аллегейни. Сирагуза прославился как «Дрожжевой барон» (Yeast Baron) после того, как стал одним из крупнейших поставщиков дрожжей нелегальным производителям пива в Западной Пенсильвании. Сирагуза поддерживал тесные связи с кланом Кастелламмарезе в Нью-Йорке и лично с Сальваторе Маранцано. 13 сентября 1931 года Сирагуза был убит в своём доме на Сквиррел-Хилл, всего через несколько дней после убийства Сальваторе Маранцано.

### Баззано против братьев Вольпе
После убийства Сирагузы семья перешла под контроль Джона Баззано. Новый босс иммигрировал в Соединённые Штаты из Калабрии в 1890-х годах и построил бутлегерскую империю, продавая дрожжи и сахар домашним пивоварням, тем самым позволяя им производить нелегальное пиво. Баззано был протеже одного из первых питтсбургских мафиози Николы Джентиле и по его примеру вёл себя сдержанно, не привлекая внимания полиции. Он владел кофейней в Миддл-Хилле и особняком в Маунт-Лебаноне, недалеко от Питтсбурга. Баззано заключил союз с восемью братьями Вольпе, лидерами «неаполитанской фракции», которые контролировали Тёртл-Крик и Уилмердинг.
Когда братья Вольпе попытались подмять под себя Ист-Либерти и Норт-Сайд, Баззано разозлился и 29 июля 1932 года послал группу убийц. Три из восьми братьев были убиты. Двое из выживших обратились за справедливостью в «Комиссию» в Нью-Йорке, которая решила, что Баззано дожен понести ответственность за своё несанкционированное нападение. 8 августа 1932 года тело Баззано было найдено в Бруклин со следами ножевых ранений и удушения.
Новым боссом после убийства Баззано стал Винченцо Капицци, ушедший в отставку в 1937 году. При нём мафия Питтсбурга присоединилась к нью-йоркской семье Дженовезе в Нью-Йорке, которая представляла питтсбургскую мафию на заседаниях восточной Комиссии. Капицци во главе семьи сменил Фрэнк Амато. Он начал расширять влияние семьи на азартные игры в округе Аллегейни и его окрестностях. Амато руководил семьёй до 1956 года, когда заболел болезнью почек и ушёл в отставку, став сначала заместителем нового босса, а затем его консильери.

### Семья ЛаРокка
В 1956 году Себастьян «Большой Джон» ЛаРокка стал боссом семьи Питтсбурга и правил ею почти тридцать лет. ЛаРокка родился в 1901 году на Сицилии и эмигрировал в Соединённые Штаты в 1910 году. В 1933 году он переехал с женой в Питтсбург, где стал продавать пивное оборудование и бетонные блоки в Окленде. С мафией Большой Джон связался ещё до переезда в Питтсбург, будучи некоторое время членом Скрентонской семьи. Позже ЛаРокка несколько раз был осуждён за воровство, получение украденного имущества и проведение подпольной лотереи. В 1953 году Служба иммиграции и натурализации США попыталась использовать судимость ЛаРокки для его депортации, но безуспешно, и он оставался в стране до своей смерти в 1984 году.
ЛаРокка и его капо Маннарино стали партнёрами босса тампской мафии Санто Траффиканте-младшего в отеле-казино Sans Souci в Гаване (Куба). Впрочем партнёрство продолжалось недолго, в 1959 году Фидель Кастро сверг диктатора Батисту и изгнал из страны всех мафиози.
Как босс Питтсбурга, ЛаРокка присутствовал на совещании в Апалачине 1957 года вместе со своими капо Габриэлем «Келли» Маннарино и Майклом Джеймсом Дженовезе. Когда полиция начала арестовывать участников совещания, ЛаРокка смог сбежать, в то время как Маннарино и Дженовезе были арестованы. Благодаря взяточничеству ЛаРокка стал влиятельным боссом мафии, контролируя многих политиков, полицейских и чиновников в Питтсбурге и его окрестностях. При ЛаРокке питтсбургская мафия распространила своё влияние на профсоюзы Западной Пенсильвании. Влияние ЛаРокки во многом выросло благодаря тесным связям с боссами Карло Гамбино, Расселом Буфалино, Анджело Бруно (Филадельфия) и Ником Чивелла (Канзас-Сити). В 1960-х годах семья ЛаРокка начала конфликт с семьёй Кливленда из-за зон влияния в Огайо. В 1964 году ЛаРокка помог своему капо Фрэнку Валенти перехватить управление семьёй Рочестера у Джейка Руссо.
В 1978 году больной ЛаРокка передал руководство семьёй Майклу Дженовезе, Габриэлю Маннарино и Джозефу «Джо Джо» Пекоре из Западной Вирджинии. Вскоре после этого Пекора получил тюремный срок за азартные игры, а 11 июля 1980 года Маннарино умер от рака и Дженовезе стал единственным исполняющим обязанности босса при больном ЛаРокке. В начале 1980-х во главе семьи стояли босс Себастьян ЛаРокка, младший босс Джозеф Пекора, консильери Майкл Дженовезе и капореджиме Джон Баззано-младший, Антонио Рипепи и Джозеф Регино. 82-летний ЛаРокка умер 3 декабря 1984 года.

### Дженовезе и Портер
В 1984 году после смерти ЛаРокки бразды правления семьёй взял в свои руки Майкл Дженовезе. Свою криминальную карьеру он начал под руководством ЛаРокки, контролируя подпольные лотереи в родном Ист-Либерти (район Питтсбурга), и в конечном итоге стал капо в одном из городков округа Аллегейни. Дженовезе много лет работал с Джоном ЛаРокка, а также влиятельными питтсбургскими мафиози Габриэлем «Келли» Маннарино и Джозефом Пекорой. Его репутация и власть с годами возросли, что позволило ему стать возглавить семьи.
Под руководством Дженовезе питтсбургская мафия стала посредником в сделках с наркотиками, занявшись оптовыми поставками дилерам на Среднем Западе и Северо-Востоке. Активная деятельность по незаконному обороту наркотиков привела к усилению внимания к семье со стороны правоохранительных органов. Также при Дженовезе семья начала продвигаться на территорию Огайо, пользуясь ослаблением кливлендской мафией. Семья также попыталась взять под контроль индейское казино недалеко от Сан-Диего.
3 марта 1987 года умер Джозеф «Джо Джо» Пекора, младший босс питтсбургской мафии и давний руководитель игорного бизнеса в Западной Вирджинии. После смерти Пекоры Дженовезе сделал своим заместителем Чарльза «Чаки» Портера. Согласно отчету Комиссии штата Пенсильвания по расследованию преступлений за 1989 год, семья Питтсбургов находилась в упадке, потому что семья не принимала новых членов, а руководство продолжало стареть.
В конце 1980-х годов ФБР активизировало расследование в отношении Чарльза «Чаки» Портера и Луиса Рауччи-старшего, главных торговцев кокаином в Питтсбурге. В марте 1990 года Портеру и Рауччи-старшему, а также семи сообщникам было предъявлено обвинение в распространении наркотиков, вымогательстве, заговоре с целью совершения убийства, грабеже, азартных играх и рэкете. Комиссия штата Пенсильвания по расследованию преступлений считала Портера «правой рукой» Дженовезе, а Рауччи, как говорилось в её отчёте, «сидел с левой стороны» босса. И Портер, и Рауччи были осуждены. После этого Портер решил сотрудничать с властями, убедив многих высокопоставленных членов и соратников семьи последовать его примеру. В результате к 1992 году в западной Пенсильвании и восточном Огайо работало всего несколько членов и соучастников семьи Питтсбургов, основным источником дохода которых были незаконный спорт и азартные игры.
В 1996 году бывший капо Луи Рауччи-старший умер в тюрьме. Бывший младший босс Чарльз Портер был освобождён из тюрьмы в 2000 году после того, как его 28-летний срок был сокращен вдвое за помощь ФБР в расследовании операций мафии в Питтсбурге, Нью-Йорке, Нью-Джерси, Флориде и Калифорнии. Федеральные агенты полагали, что тяжело больной Майкл Дженовезе, которому тогда было 82 года, всё ещё контролировал остатки питтсбургской семьи. Он скончался 31 октября 2006 года в возрасте 87 лет после многолетней борьбы с раком мочевого пузыря и сердечными заболеваниями. Хотя Дженовезе и отсидел некоторое время за решеткой за отказ от дачи показаний, прокуроры так и не смогли возбудить против него успешное дело о рэкете. Сменивший его во главе семьи Джон Баззано-младший пережил босса ненадолго, скончавшись 28 июля 2008 года.

### Текущий статус
В 2008 году Томас «Сонни» Чианкутти стал боссом того, что осталось от семьи Питтсбурга. Сам Чианкутти был одним из последних мафиози Питтсбурга, потому что большинство членов семьи к этому времени были осуждены, умерли или отошли от дел. По словам информаторов ФБР, Чианкутти контролировал крупную подпольную игорную сеть с ведущими букмекерами Робертом Яннелли, Джоном «Даффи» Конли, Джеффом Ришей и Ронни «Порки» Мелокки, которые платили ему за защиту.
5 сентября 2013 года операция Pork Chop завершилась обвинением соучастника семьи Рональда «Порки» Мелокки и ряда других лиц в букмекерстве и незаконных азартных играх. В том же 2013 году специальный агент ФБР в отставке Роджер Гринбэнк рассказал о семье Питтсбурга: «Настоящей структуры больше нет. Настоящей семьи нет». В 2016 году умер от рака Джефф Риша, самый доверенный партнёр Чианкутти. Чианкутти продолжал оставаться в тени, используя доверенных лиц для управления букмекерской конторой и незаконными игорными операциями. В 2019 году Роберт Яннелли, давний игрок в азартные игры и букмекерская контора из Питтсбурга, был арестован вместе со своим сыном и другими.
8 июля 2021 года скончался босс семьи Питтсбурга Томас «Сонни» Чианкутти, последний известный СМИ член питтсбургской мафии. В настоящее время американская мафия в Питтсбурге представлена Фрэнком Кали, который является частью семьи Гамбино.

## Семья Питтсбурга в Западной Виргинии
В Западной Виргинии семья Питтсбург стала заниматься бутлегерством, незаконными азартными играми и ростовщичеством около 1930 года. Местом базирования клана в этом штате стал город Уилинге.
Почти 40 лет, примерно с 1930 по 1970 годы, операциями питтсбургской мафии в Западной Виргинии руководил Уильям «Большой Билл» Лейас (William G. «Big Bill» Lias; 1900—1970). После окончания сухого закона Лейас занялся незаконными азартными играми и контролировал ночные клубы-казино в Уилинге. В 1945 году он приобрёл гоночную трассу Wheeling Down. В 1964 году Лейаса подозревали во взрыве автомобиля Пола Хэнкиша. Правительство США пыталось депортировать Большого Билла в Грецию, но им не удалось доказать, что он родился за пределами Соединённых Штатов.
После смерти Лейаса преступными операциями в Уилинге и окрестностях при поддержке семьи Питтсбурга в Западной Виргинии стал руководить Пол «Безногий» Хэнкиш (Paul «No Legs» Hankish), соучастник клана. 17 января 1964 года Хэнкиш стал жертвой взрыва автомобиля, в результате которого ему были частично ампутированы обе ноги. Предполагалось, что диверсия стала ответом на попытки Хэнкиша расширить свою игорную территорию за счёт Уильяма Лейаса. Хэнкиш был вовлечён в разнообразную преступную деятельность, включая азартные игры, проституцию, незаконный оборот наркотиков, вымогательство, скупку краденого и ростовщичество. В июле 1990 года Хэнкиш был приговорён к 33 годам тюремного заключения.
Пола Хэнкиша сменил его сын, Кристофер Пол Хэнкиш (Christopher Paul Hankish). Хэнкиш-младший был сообвиняемым вместе с Чарльзом Портером и Луи Ф. Рауччи-старшим. В 1991 году он признал себя виновным в распространении кокаина и был приговорён к двум годам лишения свободы в федеральной тюрьме. В ноябре 2006 года Хэнкишу и его соратнику Джону Конли-младшему было предъявлено обвинение в незаконных азартных играх. Хэнкиш умер 19 сентября 2008 года.

## Семья Питтсбурга в Огайо
В 1960-х годах семья Питтсбурга стала проникать в подпольную индустрию азартных игр и связанное с ней ростовщичество в Янгстауне (штат Огайо), в то время процветающий центр металлургии и металлообработки. В начале 1970-х питтсбургская мафия получила контроль над азартными играми в Янгстауне и по всей долине Махонинг. Долгое время сферы влияния в этом районе питтсбургцам приходилось делить с семьёй Кливленда. В 1999 году по итогам четырёхлетнего расследования ФБР сразу 46 человек были отданы под суд за участие в организованной преступности и коррупции в долине Махонинг, из 42 человека заключили сделку о признании вины, в том числе глава питтсбургская мафии в Огайо Ленни Стролло.
Операциями семьи Питтсбурга в Огайо руководили:
- 1960—1988 — Джеймс «Джимми» Прато (James «Jimmy» Prato) — умер в 1988 году[33][35][36].
- 1988—1991 — Джозеф «Джоуи» Нейплс (Joseph «Joey» Naples) — протеже Прато, убит в 1991 году[35][36].
- 1991—1999 — Ленине «Ленни» Стролло (Lenine «Lenny» Strollo) — племянник Прато[35][36], заключён в тюрьму в 1999 году, после чего стал сотрудничать с властями[34].

## «Администрация» семьи
Боссы:
- ок. 1915—1919 — Грегорио Конти (Gregorio Conti) — ушёл в отставку[1].
- 1919—1925 — Сальваторе Кальдероне (Salvatore Calderone) — ушёл в отставку[1][37].
- 1925—1929 — Стефано Монастеро (Stefano Monastero) — убит 6 августа 1929[1][3][10][11][38].
- 1929—1931 — Джузеппе «Дрожжевой барон» Сирагуза (Giuseppe «Yeast Baron» Siragusa) — убит 13 сентября 1931[1][3][10][37].
- 1931—1932 — Джон Баззано (John Bazzano) — найден убитым 8 августа 1932 года в Бруклине[1][3][37].
- 1932—1937 — Винченцо Капицци (Vincenzo Capizzi) — ушёл в отставку и уехал в Италию[1][3][37].
- 1937—1956 — Фрэнк Амато (Frank Amato)[37][39][40] — ушёл в отставку, став младшим боссом[1][3].
- 1956—1984 — Себастьян «Большой Джон» ЛаРокка[35] — умер 3 декабря 1984 года[1][4][41].
  - Правящая коллегия 1973—1978 — Майкл Дженовезе, Габриэль «Келли» Маннарино (Gabriel «Kelly» Mannarino) и Антонио Рипери (Antonio Ripepi).
  - Правящая коллегия 1978—1980 — Майкл Дженовезе, Габриэль «Келли» Маннарино (умер 11 июля 1980)[14] и Джозеф «Джо Джо» Пекора (Joseph N. «Jo Jo» Pecora; в тюрьме с 1979)[1][41].
  - Временно 1980—1984 — Майкл Дженовезе — стал боссом[1].
- 1984—2006 — Майкл Дженовезе[1][4][41] — умер 31 октября 2006 года[1].
- 2006—2008 — Джон Баззано-младший (John Bazzano Jr.) — умер 28 июля 2008 года[22][42].
- 2008—2021 — Томас «Сонни» Чианкутти (Thomas «Sonny» Ciancutti) — умер 8 июля 2021 года[7][23][26][27].

Младшие боссы:
- ок. 1915—1919 — Пеппино Кузумано (Peppino Cusumano) — племянник босса Грегорио Конти[1]
- 1925—1929 — Сальваторе «Сэм» Монастеро (Salvatore «Sam» Monastero) — брат босса Стефано Монастеро[1][38].
- 1937—1956 — Себастьян «Большой Джон» ЛаРокка — стал боссом.
- 1956—1962 — Фрэнк Амато — стал консильери, умер в 1973 году[1].
- 1962—1969 — Габриэль «Келли» Маннарино — ушёл в отставку после предъявления обвинения; умер 11 июля 1980 года.
- 1969—1987 — Джозеф «Джо Джо» Пекора — в тюрьме в 1979—1983 годах, умер в 1987 году[35][41].
- 1987—1990 — Чарльз «Чаки» Портер (Charles «Chucky» Porter) — в 1990 году приговорён к 28 годам заключения, стал сотрудничать с властями и был освобождён в 2000 году.[20][41].
- 1990—2006 — Джон Баззано-младший — стал боссом в 2006 году.
- 2006—2008 — Томас «Сонни» Чианкутти — стал боссом в 2008 году[23].

Консильери
- 1931—1937 — Никола Джентиле (Nicola Gentile)[43].
- 1962—1973 — Фрэнк Амато — умер в 1973 году[1].
- 1973—1980 — Чарльз Имбурджиа (Charles «Murgie» Imburgia) — ушёл в отставку.
- 1980—1984 — Майкл Дженовезе — стал боссом[35].
- 1984—2002 — Чарльз Имбурджиа — умер[44].
- 2002—2006 — Томас «Сонни» Чианкутти — стал младшим боссом[23].

## Соперники
Долгое время одним из крупнейших соперником семьи Питтсбурга в индустрии азартных игр был букмекер Энтони «Тони» Гроссо. ФБР никогда не классифицировало Гроссо как члена организованной преступности, но его связи с политической элитой Питтсбурга позволяли ему много лет управлять своей организацией без контроля со стороны мафии. На пике своего развития в конце 1960-х годов в его бизнесе работало около 5000 человек, а годовой доход составлял 30 миллионов долларов. В 1986 году был приговорён к 14 годам тюремного заключения за нарушение федеральных законов об азартных играх и уклонение от уплаты налогов. После освобождения из федеральной тюрьмы в Техасе в 1991 году Гроссо сразу же попал в тюрьму штата, чтобы отбыть дополнительный срок за махинации и преступный сговор. Умер в 1994 году в заключении. Выходки Гроссо стали настолько легендарными, что Голливуд снял по ним фильм «Счастливые номера» с Джоном Траволтой в главной роли.